# مجموعه خانه کریم‌نژاد
مجموعه خانه کریم نژاد مربوط به دوره پهلوی است و در کرمان، خیابان فتحعلی شاه واقع شده و این اثر در تاریخ ۲۸ فروردین ۱۳۸۰ با شمارهٔ ثبت ۳۷۰۲ به‌عنوان یکی از آثار ملی ایران به ثبت رسیده است.